# Suntory Championship
Het Suntory Championship (サントリーチャンピオンシップ, Santorī chanpionshippu) was de benaming voor de beslissingswedstrijden om het voetbalkampioenschap van Japan. De wedstrijden werden gehouden tussen de winnaars van stadium 1 en stadium 2 van de J-League, de Japanse voetbalcompetitie die was opgedeeld in twee stadia naar Argentijns voorbeeld.
De winnaar van het Suntory Championship was de officiële landskampioen van Japan.

## Geschiedenis

### Opzet competitie
De wedstrijden werden georganiseerd van 1993 tot en met 2004. Enkel in 1996 was er geen officieel Suntory Championship. In dat jaar was het seizoen niet opgedeeld in 2 gedeeltes. In 2005 werden de beslissingswedstrijden afgeschaft. Vanaf dat seizoen is de winnaar van de J-League die club die bovenaan staat na een competitie over 34 wedstrijden.
In 2002 en 2003 was er geen Suntory Championship. Júbilo Iwata en Yokohama F. Marinos wonnen beide stadia van de J-League waardoor er geen beslissingswedstrijden nodig waren.

### Bepalen winnaar
De winnaar werd bepaald over 2 wedstrijden. De club die de meeste doelpunten had gemaakt won het kampioenschap. Uitgemaakte doelpunten telden niet dubbel. Eindigde een wedstrijd 2 maal in een gelijkspel of eindigde het totaal over 2 wedstrijden in een gelijkspel dan volgde er een verlenging of een penaltyserie.
In de historie was er 3 keer nog geen winnaar over 2 wedstrijden. In 1999 werd er niet verlengd en werd er gelijk overgegaan op een penaltyserie om een winnaar aan te wijzen. In 2001 moest er verlengd worden en werd de winnaar bepaald door middel van de Golden Goal. In 2004 was er eveneens een verlenging met Golden Goal maar moesten penalty's uiteindelijk de winnaar aanwijzen.

### Kritiek
In de geschiedenis is het slechts twee keer voorgekomen dat de club die de meeste punten behaalde over het gehele seizoen ook landskampioen werd. In 1993 en 1994 won Verdy Kawasaki het kampioenschap terwijl het ook meer punten had verzameld dan de rivalen. In de overige jaren had de uiteindelijke landskampioen altijd minder punten verzameld dan de tegenstander.
In 2000 kwam het eigenaardige feit voor dat zowel Kashiwa Reysol als Júbilo Iwata meer punten behaalde over het hele seizoen dan Yokohama F. Marinos en Kashima Antlers, de ploegen die om het Suntory Championship speelden. Omdat Kashiwa Reysol en Júbilo Iwata geen stadium wonnen, speelden ze niet om het landskampioenschap en zijn ze in de eindrangschikking terug te vinden op plaats 3 en 4.

## Winnaars Suntory Championship
| Jaar | Team met meeste punten | Winnaar algeheel kampioenschap | Kampioen stadium 1  | Kampioen stadium 2 | Resultaat wedstrijden  |
| ---- | ---------------------- | ------------------------------ | ------------------- | ------------------ | ---------------------- |
| 1993 | Verdy Kawasaki         | Verdy Kawasaki                 | Kashima Antlers     | Verdy Kawasaki     | 0-2, 1-1               |
| 1994 | Verdy Kawasaki         | Verdy Kawasaki                 | Sanfrecce Hiroshima | Verdy Kawasaki     | 0-1, 0-1               |
| 1995 | Verdy Kawasaki         | Yokohama Marinos               | Yokohama Marinos    | Verdy Kawasaki     | 1-0, 1-0               |
| 1997 | Kashima Antlers        | Júbilo Iwata                   | Kashima Antlers     | Júbilo Iwata       | 2-3, 0-1               |
| 1998 | Júbilo Iwata           | Kashima Antlers                | Júbilo Iwata        | Kashima Antlers    | 1-2, 1-2               |
| 1999 | Shimizu S-Pulse        | Júbilo Iwata                   | Júbilo Iwata        | Shimizu S-Pulse    | 2-1, 1-2 (4-2 na pens) |
| 2000 | Kashiwa Reysol         | Kashima Antlers                | Yokohama F. Marinos | Kashima Antlers    | 0-0, 0-3               |
| 2001 | Júbilo Iwata           | Kashima Antlers                | Júbilo Iwata        | Kashima Antlers    | 2-2, 0-0 (0-1 n.v.)    |
| 2004 | Urawa Red Diamonds     | Yokohama F. Marinos            | Yokohama F. Marinos | Urawa Red Diamonds | 1-0, 0-1 (4-2 na pens) |

J1 League · J2 League · J3 League · Japan Football League · Japanse Supercup · J-League Cup · Emperor's Cup · Suntory Championship